# ميناء غرب بورسعيد
ميناء غرب بورسعيد هو أحد الموانئ المصرية التابعة للهيئة العامة للمنطقة الاقتصادية لقناة السويس, ويقع بمدينة بورسعيد في شمال قناة السويس علي ساحل البحر المتوسط في مصر.
يعتبر موقع ميناء غرب بورسعيد من أهم الموانئ المصرية، حيث أنه يعد أكبر ميناء عبور في العالم نظرا لموقعه علي قناة السويس، وتبلغ مساحة الميناء 3000895 متر مربع، وتبلغ طاقته الاستيعابية القصوى 12.175 مليون طن سنويا، ويعمل ل24 ساعة يوميا.

## وصلات خارجية
- موقع ميناء بورسعيد / قطاع النقل البحري المصري